# Claudia Mahler

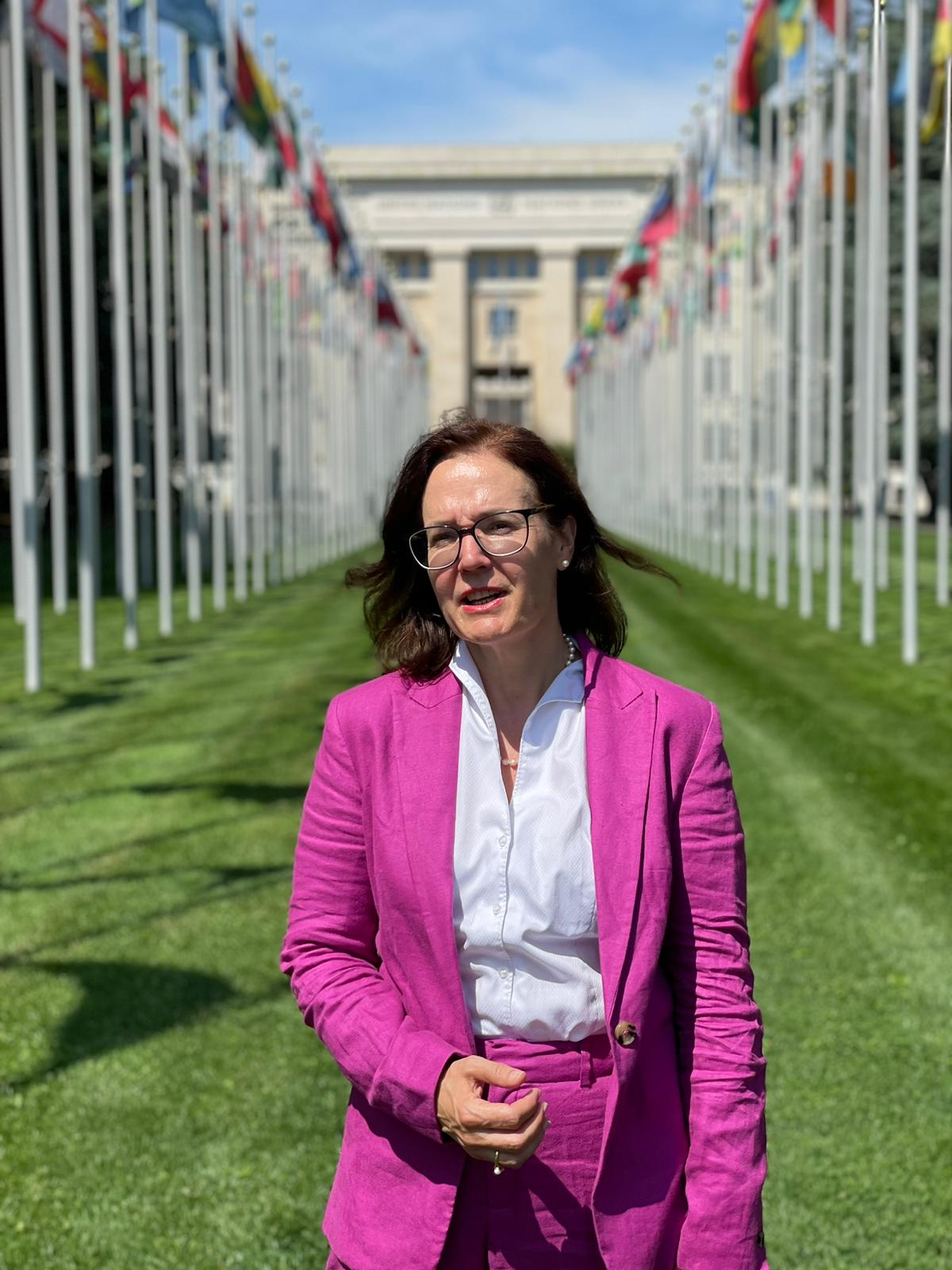
Claudia Mahler (2023)

Claudia Mahler (* 1969) ist eine österreichische Rechtswissenschaftlerin und Menschenrechtsexpertin. Sie ist seit 2020 unabhängige Expertin für die Menschenrechte älterer Menschen.

## Herkunft und Ausbildung
Mahler promovierte 2000.

## Karriere
Nach ihrer Ausbildung begann sie ihre Laufbahn 1997 als Assistentin an der Leopold-Franzens-Universität in Innsbruck mit dem Schwerpunkt Strafrecht.
Von 2001 bis 2009 war Mahler Forscherin am Menschenrechtszentrum der Universität Potsdam mit Schwerpunkt Menschenrechtsbildung, Minderheitenrechte und Asylrecht.
Seit 2010 ist sie Forscherin für ökonomische, soziale und kulturelle Rechte am Deutschen Institut für Menschenrechte in Berlin. Dieses vertrat sie auch bei den Beratungen bei den Vereinten Nationen über eine Konvention über die Rechte älterer Menschen. Von 2020 bis 2021 war sie Gastprofessorin an der Alice Salomon Hochschule Berlin. Mahler kandidiert 2024 zur Wahl der Europäischen Bürgerbeauftragten der Europäischen Union.

## Sonstige Aufgaben
2000 wurde sie zur Vizepräsidentin der Menschenrechtskommission für Tirol und Vorarlberg ernannt.

## Ehrenamtliche Tätigkeit
Claudia Mahler wurde im Mai 2020 zur UN-Sachverständiger zu den Menschenrechten von betagten Menschen beim UN-Menschenrechtsrat ernannt.

## Publikationen (Auswahl)
- Interpreting the Right to a Dignified Minimum Existence: A New Era in German Socio-economic Rights Jurisprudence?Interpreting the Right to a Dignified Minimum Existence: A New Era in German Socio-economic Rights Jurisprudence? in Human Rights Law Review, forthcoming 2013 (13/2), 2013
- A/78/226: Human rights of older persons in the context of climate change-induced disasters, 25. Juli 2023
- A/HRC/54/26: Violence against and abuse and neglect of older persons, 7. August 2023
- A/77/239: Older persons and the right to adequate housing - Note by the Secretary-General, 19. Juli 2022